# Lobelin
Lobelin je prirodni alkaloid prisutan u biljkama Lobelia inflata, Lobelia tupa, Lobelia cardinalis, Lobelia siphilitica, i Hippobroma longiflora. U svojoj čistoj formi on je beli amorfni prah koji je rastvoran u vodi.
Lobelin kao pomoćno sredstvo za potiskivanje želje za pušenjem, a moguće je da primenljiv i kod drugih tipova zavisnosti, kao što je adikcija na amfetamin, kokain ili alkohol.